# Grecia en los Juegos Paralímpicos de Londres 2012
Grecia estuvo representada en los Juegos Paralímpicos de Londres 2012 por un total de 60 deportistas, 47 hombres y 13 mujeres.

## Medallistas
El equipo paralímpico griego obtuvo las siguientes medallas:
| Nombre                                                       | Deporte                   | Evento                         |
| ------------------------------------------------------------ | ------------------------- | ------------------------------ |
| Oro                                                          |                           |                                |
| Maria-Eleni Kordali Nikolaos Pananos Grigorios Polychronidis | Bochas                    | Dobles BC3 mixto               |
| Plata                                                        |                           |                                |
| Paschalis Stathelakos                                        | Atletismo                 | Disco F40 masculino            |
| Christos Tampaxis                                            | Natación                  | 50 m espalda S1 masculino      |
| Aristeidis Makrodimitris                                     | Natación                  | 50 m espalda S2 masculino      |
| Bronce                                                       |                           |                                |
| Alexandra Dimoglou                                           | Atletismo                 | 400 m T13 femenino             |
| Anthi Karagianni                                             | Atletismo                 | Salto de longitud F13 femenino |
| Paschalis Stathelakos                                        | Atletismo                 | Peso F40 masculino             |
| Manolis Stefanoudakis                                        | Atletismo                 | Jabalina F54-56 masculino      |
| Pavlos Mamalos                                               | Levantamiento de potencia | –90 kg masculino               |
| Aristeidis Makrodimitris                                     | Natación                  | 50 m libre S2 masculino        |
| Aristeidis Makrodimitris                                     | Natación                  | 100 m libre S2 masculino       |
| Charalampos Taiganidis                                       | Natación                  | 100 m espalda S13 masculino    |